# Cabinet Carstensen I
Land de Schleswig-Holstein
Simonis III Carstensen II
Le cabinet Carstensen I (Kabinett Carstensen I, en allemand) est le gouvernement du Land de Schleswig-Holstein entre le 27 avril 2005 et le 27 octobre 2009, durant la seizième législature du Landtag.

## Coalition et historique
Dirigé par le nouveau ministre-président chrétien-démocrate Peter Harry Carstensen, il est soutenu par une grande coalition entre l'Union chrétienne-démocrate d'Allemagne (CDU) et le Parti social-démocrate d'Allemagne (SPD), qui disposent ensemble de 59 députés sur 69 au Landtag, soit 85,5 % des sièges.
Il a été formé à la suite des élections régionales du 20 février 2005 et succède au troisième cabinet de la sociale-démocrate Heide Simonis, formé par une coalition rouge-verte entre le SPD et l'Alliance 90 / Les Verts. 
À l'issue des élections, le gouvernement régional sortant ne contrôlait plus que 33 sièges sur 69, contre 34 à une éventuelle coalition noire-jaune entre la CDU et le Parti libéral-démocrate (FDP). Simonis a alors négocié avec la Fédération des électeurs du Schleswig du Sud (SSW), qui détenait les deux députés restants, d'être réinvestie. Toutefois, le 17 mars, jour de la session d'investiture, la ministre-présidente sortante et Carstensen ont chacun recueilli 34 voix aux quatre tours de scrutin. Simonis s'est donc retiré au profit de son concurrent, qui s'est allié avec le SPD.
À la suite de fortes tensions au sein du gouvernement, la CDU a réclamé, le 15 juillet 2009, la tenue d'élections anticipées, refusées par le SPD. Ses ministres ont donc été exclus du cabinet le 21 juillet, puis le ministre-président a posé la question de confiance aux députés. Son échec lui a permis de convoquer des élections anticipées le 27 septembre suivant, à l'issue desquelles il a pu s'allier avec le FDP pour former le cabinet Carstensen II.

## Composition

### Initiale
| Poste                                                                                             | Ministre | Ministre                                                                                  | Parti |
| ------------------------------------------------------------------------------------------------- | -------- | ----------------------------------------------------------------------------------------- | ----- |
| Ministre-président                                                                                |          | Peter Harry Carstensen                                                                    | CDU   |
| Vice-ministre-présidente Ministre de l'Éducation et des Femmes                                    |          | Ute Erdsiek-Rave                                                                          | SPD   |
| Ministre de l'Intérieur                                                                           |          | Ralf Stegner (jusqu'au 15.01.2008) Lothar Hay                                             | SPD   |
| Ministre de la Justice, du Travail et des Affaires européennes                                    |          | Uwe Döring                                                                                | SPD   |
| Ministre des Finances                                                                             |          | Rainer Wiegard                                                                            | CDU   |
| Ministre de la Science, de l'Économie et des Transports                                           |          | Dietrich Austermann (jusqu'au 08.07.2008) Werner Marnette (jusqu'au 29.03.2009) Jörn Biel | CDU   |
| Ministre des Affaires sociales, de la Santé, de la Famille, de la Jeunesse et des Personnes âgées |          | Gitta Trauernicht                                                                         | SPD   |
| Ministre de l'Agriculture, de l'Environnement et du Milieu rural                                  |          | Christian von Boetticher                                                                  | CDU   |

### Remaniement du 21 juillet 2009
| Poste | Ministre | Ministre                 | Parti |
| --- | -------- | ------------------------ | ----- |
| Ministre-président Ministre de la Justice, du Travail et des Affaires européennes (intérim) |          | Peter Harry Carstensen   | CDU   |
| Vice-ministre-président Ministre de l'Agriculture, de l'Environnement et du Milieu rural Ministre des Affaires sociales, de la Santé, de la Famille, de la Jeunesse et des Personnes âgées (intérim) |          | Christian von Boetticher | CDU   |
| Ministre des Finances Ministre de l'Intérieur (intérim) |          | Rainer Wiegard           | CDU   |
| Ministre de la Science, de l'Économie et des Transports Ministre de l'Éducation et des Femmes (intérim)                                                                                              |          | Jörn Biel                | CDU   |